# Walter Cohen
Walter Cohen (geboren 18. Februar 1880 in Bonn; gestorben 8. Oktober 1942 im KZ Dachau) war ein deutscher Kunsthistoriker, Kunstsammler und Kurator.

## Leben
Walter Cohen war das jüngste von elf Kindern von Friedrich Moritz (1836–1912) und Helena (1839–1914) Cohen. Sein Bruder war der spätere Buchhändler und Verleger Friedrich Cohen. Walter Cohen war von Kindheit an schwerhörig, sodass er meist die Worte vom Munde ablesen musste. Aus einer jüdischen Familie stammend wurde er getauft und erhielt eine protestantische Erziehung. Am Städtischen Progymnasium mit Oberrealschule machte er 1898 sein Abitur.
Ab 1898 studierte Cohen Kunstgeschichte, Klassische Archäologie und Philosophie zuerst in Bonn, dann München und Berlin und zuletzt in Straßburg, wo er 1903 bei Georg Dehio promoviert wurde. Nach einer längeren Studienreise ins Ausland hatte er 1904 bis 1905 eine Beschäftigung bei der Redaktion des Allgemeinen Lexikons der Bildenden Künstler von der Antike bis zur Gegenwart in Leipzig. 1906 folgte ein Volontariat an den Staatlichen Museen Berlin (Kaiser-Friedrich-Museum und Kunstgewerbemuseum). Eine Anstellung fand er ab 1908 zunächst als wissenschaftlicher Hilfsarbeiter, dann als Direktorialassistent am Provinzialmuseum unter Hans Lehner in Bonn. Hier ordnete er die Abteilungen mittelalterlicher Kunst und neuer Kunst neu und veranlasste die Vereinigung der Gemäldegalerie mit der Sammlung Wesendonk.
Als August Macke vom Tegernsee kommend 1911 in Bonn sein Atelier in der Bornheimerstraße einrichtete, wurde dies zum Treffpunkt der Kunstszene. Schnell baute er sein Netzwerk in Bonn aus: Walter Cohen gehörte dazu, der am Provinzialmuseum in Bonn arbeitete, und dessen beiden älteren Brüder Friedrich und Heinrich, die gegenüber der Universität einen Buch- und Kunsthandel betrieben. Cohen schloss Freundschaft mit Macke, so wie mit vielen Künstlern. „Die heitere, allem wahrhaft Lebendigem erschlossene Wesensart und mitteilungsbedürftige Persönlichkeit Walter Cohens brachte es mit sich, daß er zu vielen Künstlern seiner Zeit in ein nahes und freundschaftliches Verhältnis trat. In Bonn bereits war es neben Max Ernst der Kreis rheinischen Expressionisten mit Macke und Seehaus an der Spitze, über die er auch Würdigungen niederschrieb. In einer Kunststadt wie Düsseldorf wurde sein Umgang zumal mit den jungen Künstlern fruchtbar, für die er sich mit Leidenschaft einsetzte, wenn er ihren Wert erkannt hatte.“ (P. O. Rave: Biographisches Handbuch deutschsprachiger Kunsthistoriker im Exil. S. 91).
Bei der am 25. Mai 1912 in Köln eröffneten Internationalen Kunstausstellung des Sonderbundes, welche aus heutiger Sicht zu den wegbereitenden Kunstausstellungen des frühen 20. Jahrhunderts gehörte, wirkte Cohen an den Vorbereitungen mit. Dieser Ausstellung vorausgegangen war die 1909 in Düsseldorf gegründete Vereinigung von Künstlern, Museumsdirektoren, Sammlern und Händlern, die sich zusammengeschlossen hatten, um die Kunst der Avantgarde einem breiten Publikum zu eröffnen. Vorsitzender war Karl Ernst Osthaus, zum Vorstand zählte unter anderen Walter Cohen.
Eine geplante Anstellung an den Berliner Museen scheiterte 1912 an seiner Schwerhörigkeit. 1914 wechselte Cohen an die Städtische Kunstsammlung Düsseldorf und wurde 1920 Kustos der Gemäldesammlung. Karl Koetschau, der Direktor, wollte die Sammlung von alter Kunst durch Zukäufe ergänzen. Zusammen mit dem Kurator Walter Cohen erwarb er moderne deutsche Werke.
Cohen prägte den Namen „Das Junge Rheinland“, der 1919 gegründeten modernen Künstlervereinigung. 1918 hatte er mit der Gruppe die erste Ausstellung im Kölnischen Kunstverein veranstaltet. Dort stellten bereits 113 Künstler aus, wobei die Mitgliederzahl rasch anwuchs.
Walter Cohen war ein Sammler zahlreicher Werke führender deutscher Expressionisten von Künstlern der Künstlervereinigungen „Brücke“, „Der Blaue Reiter“ und „Das Junges Rheinland“, wie Max Beckmann, Otto Dix, Käthe Kollwitz, Paula Modersohn-Becker, Emil Nolde, Otto Pankok, Karl Schmidt-Rottluff, Gabriele Münter, Erich Heckel, Christian Rohlfs und vielen anderen Künstlern. Cohen sammelte nicht nur, sondern war auch ein engagierter Förderer der damaligen Avantgarde, darunter die Künstler Dix, Rohlfs, August Macke, Gerhard Marcks.
Zu dem Galeristen Alfred Flechtheim hatte er eine freundschaftliche sowie auch berufliche Verbindung. Zu der Wiedereröffnung der Galerie Flechtheim nach dem Ersten Weltkrieg, Ostern 1919, mit einer ersten Ausstellung über die Expressionisten leistete er seinen Beitrag mit einem Vorspruch.
1924 veröffentlichte er sein Werk Hundert Jahre Rheinischer Malerei, in dem vierzig Künstler vor allem des 19. Jahrhunderts vorgestellt wurden. Walter Cohen genoss in den 1920er Jahren als weitsichtiger Museumskustos, glänzender Kunstkritiker und engagierter Förderer breite Anerkennung.
1928 richtete er das neu eröffnete Museumsgebäude am Ehrenhof ein. Doch dann kamen die Nazis, beschlagnahmten 137 Ankäufe und entließen Cohen. Auch seine private zusammengetragene Sammlung zeitgenössischer Kunst wurde von den Nationalsozialisten als Entartete Kunst diffamiert. Trotz Taufe und protestantischer Erziehung wurde Cohen 1933 als Nichtarier gemäß § 3 des Gesetzes zur Wiederherstellung des Berufsbeamtentums zwangsweise in den Ruhestand versetzt und aus dem Museumsdienst entlassen, verlor seinen Beamtenstatus und einen großen Teil seiner Rentenbezüge. Eine Klage auf Wiedereinsetzung in den Dienst wurde abgelehnt. In der Folgezeit war er als Gutachter im Kunsthandel tätig. Schwierige wirtschaftliche Bedingungen machten ihm zu schaffen, auch hatte er Probleme mit seiner Gesundheit.
Unter dem ganzen Druck zerbrach auch die Ehe mit seiner nicht-jüdischen Ehefrau Margarete Umbach (1892–1960), selbst Künstlerin und Sammlerin, welche er 1920 geheiratet hatte. Ein Prozess wegen angeblicher Bildfälschung endete mit Freispruch. Jedoch wurde Cohen in Schutzhaft genommen und ins Konzentrationslager Dachau verbracht und dort ermordet. Seine Asche wurde nach Berlin gesandt und auf dem Jüdischen Friedhof Berlin-Weißensee beigesetzt (Nr. 110187).
Seine Frau Margarete Umbach versteckte die Sammlung in einer Stadt bei Mülhausen im Elsass, sie wurde dennoch fast vollständig zerstört. Gemeinsam mit ihrem zweiten Ehemann, Richard Vogts, Sohn des Düsseldorfer Porträtmalers Richard Vogts, versuchte sie nach dem Krieg, die Sammlung zu rekonstruieren und im Sinne Walter Cohens fortzuführen. Die Sammlung der Stiftung „Cohen-Umbach-Vogts“ im Dreiländermuseum in Lörrach umfasst rund 200 expressionistische Druckgrafiken von Künstlern wie Max Beckmann, Wassily Kandinsky, Otto Dix, Käthe Kollwitz und Erich Heckel und spiegelt Leben und Schicksal ihrer drei Sammler in tragischer Weise die deutsche Geschichte des 20. Jahrhunderts wider.

## Veröffentlichungen (Auswahl)

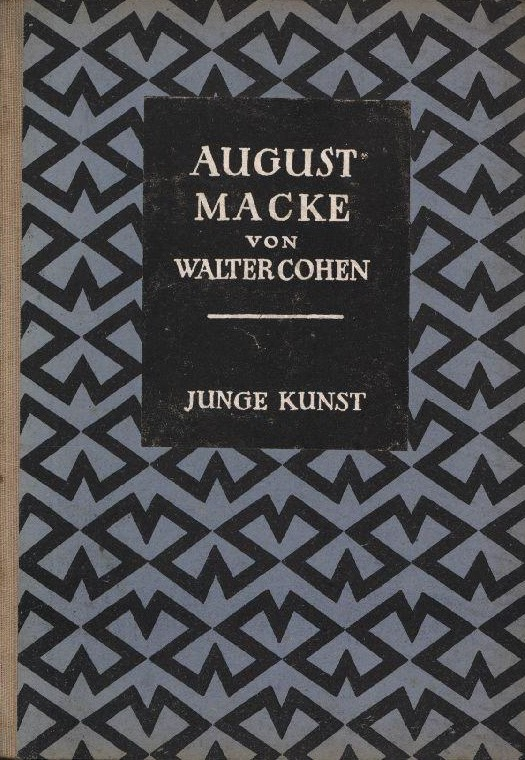
August Macke. Reihe Junge Kunst Band 32, Verlag von Klinkhardt & Biermann, 1922

- Studien zu Quinten Metsys. Inaugural-Dissertation zur Erlangung der Doktorwürde bei einer Hohen Philosophischen Fakultät der Kaiser-Wilhelms-Universität Straßburg. München: Alphons Bruckmann, München 1904.
- Katalog der Gemäldegalerie. Vorwiegend Sammlung Wesendonk. Provinzial-Museum in Bonn. Kommissionsverlag von Friedrich Cohen, 1914.
- August Macke. Klinkhardt & Biermann. Leipzig 1922.
- Hundert Jahre rheinischer Malerei. Kunstbücher deutscher Landschaften, Cohen Verlag, Bonn 1924.

Zeitschriftenaufsätze (Auswahl)
- Alfred Rethel. In: Die Rheinlande. 1918.
- Düsseldorfer und Frankfurter Kunst auf der „Ausstellung deutscher Malerei im neunzehnten Jahrhundert“ zu Dresden. In: Die Rheinlande. 1919.
- Erinnerung an Seehaus. In: Das Kunstfenster. 1921.